# Hermann von Stein
Hermann Christlieb Matthäus von Stein (Wedderstedt, Harz, 13 de setembro de 1854 — Lehnin, 26 de maio de 1927) foi um general-de-artilharia prussiano, comandante da 41.ª divisão imperial e ministro da guerra de 29 de outubro de 1916 a 9 de outubro de 1918.

## Vida

### Origem
Hermann era filho de Hermann Robert Stein (1822–1901), pastor de Wedderstedt, e Julie Friederike, nascida Meyer (1830–1909).

### Carreira militar
Depois de terminar o colegial, Stein entrou para o campo artilharia regimento "General-Feldzeugmeister" (1º Brandenburgisches) No. 3 do exército prussiano como um avantageur e em 1875 tornou-se segundo tenente. Promovido a primeiro-tenente enquanto frequentava a Academia de Guerra em 1886, ele foi designado para o Estado-Maior Geral em 1888, mas dispensado desse comando no ano seguinte com uma patente pré-datada. Em 20 de setembro de 1890, ele foi capitão da do primeiro regimento de Vestefália Field Artillery. 7 para a equipe geral de 1894 e a 34ª Divisão transferidos para Metz. Maior em 30 de maio de 1896 promovido, ele veio para o Grande Estado-Maior Geral em Berlim. Em 1901 ele tornou-se comandante do primeiro Lorraine Field Artillery Regiment No. 33 e em 1902 o tenente-coronel.
Em 1903 foi transferido para o Estado-Maior Geral como chefe do departamento de implantação e em 15 de setembro de 1905 foi promovido a coronel, em 1908 encarregado da gestão dos negócios de um contramestre e em 1910 promovido a major-general a chefe contramestre e logo depois também a um membro da comissão de estudos da academia de guerra. Em 22 de abril de 1912 ele se tornou tenente-general e em 13 de setembro assumiu o comando da 41ª Divisão em Deutsch-Eylau.
Em 16 de junho de 1913, Stein foi elevado à nobreza prussiana hereditária por ocasião do 25º aniversário do reinado do Kaiser Guilherme II.
No início da guerra, ele serviu como Intendente Geral em agosto e setembro de 1914 e foi responsável pela redação do Relatório do Exército Alemão. Posteriormente, a partir de 14 setembro de 1914 foi o comandante geral do Corpo de Reserva XIV. Durante a corrida para o mar, seu corpo foi realocado para a área de Combles - Bapaume e colocado sob o 2º Exército. Durante a Batalha do Somme em julho de 1916, seu corpo foi o foco dos ataques britânicos na área de Thiepval. Em 28 de outubro de 1916, ele entregou seu corpo ao tenente-general Georg Fuchs. De 29 de outubro de 1916 a 9 de outubro de 1918, ele serviu como Ministro da Guerra da Prússia.